# Viola, Piemonte
Viola är en ort och kommun i provinsen Cuneo i regionen Piemonte i Italien. Kommunen hade 359 invånare (2018).